# Alexander Holtz
Alexander Gabriel Holtz, född 23 januari 2002 i Saltsjö-Boo, Nacka kommun, är en svensk professionell ishockeyspelare som spelar för Utica Comets i AHL. Hans moderklubb är Boo IF.

## Klubblagskarriär
Alexander Holtz startade sin hockeykarriär i Boo 2008. Holtz tilldelades Sven Tumbas stipendium till bäste forward i TV-pucken 2017. Säsongen 2017/18 värvades Holtz från Nacka HK till Djurgårdens IF U16 lag, men kom senare att spela för Djurgårdens J18- samt J20-lag under samma säsong. Säsongen 2018/19 gjorde Holtz debut i SHL. Han spelade tre matcher för Djurgårdens A-lag i SHL den säsongen. Från och med säsongen 2019/20 spelar Holtz för Djurgårdens A-lag.

## Landslagskarriär
Säsongen 2016/17 började Holtz spela i Svenska U16-landslaget. Kommande säsong började han spela i U17-landslaget. Men säsongen 2018/19 skulle bli hans hittills bästa säsong för landslaget. Holtz fick vara med och spela U18-VM när Sverige tog ett historiskt första guld. Holtz gjorde 4 mål och 3 assist på 7 matcher under turneringen.

## Privatliv
Alexander Holtz är son till Camilia Holtz och Magnus Holtz. Magnus Holtz, som tidigare hette Andersson är uppvuxen i Västervik och spelade även två säsonger för Västerviks IK i början på 1980-talet då klubben spelade i Division 3. Alexander Holtz är yngre bror till David Holtz som även han har spelat hockey men är numera tränare för Upplands TV-Puck-lag.